# Ať žije nebožtík
Ať žije nebožtík je česká veselohra podle námětu Huga Haase a Martina Friče, natočená v roce 1935 v režii Martina Friče.

## Děj
Alice Machová pracuje v nemocnici a současně je ošetřovatelkou bohatého Petra Kornela. Starý muž se rozhodl ji odkázat část svého majetku s podmínkou, že se vdá. Závěť jí dá do kabelky. Kornel se tak rozhodl proto, že jeho jediný příbuzný, synovec Petr (Suk) je člověk, který je dle jeho slov povalečem, karbaníkem a zhýralcem a dělá jen dluhy. Také mu nařídil, aby nedělal rodnému jménu ostudu a změnil si jméno. Náhoda přivede Alici ženicha. Petr Suk jde na vyšetření k lékaři. V čekárně dojde k záměně čekacích lístků a Baltazar, Sukův sluha, čekající na výsledky, se od profesora dozví, že jeho pánovi zbývá pouhých 24 hodin života. Když se to Suk dozví, dá do novin na další den zprávu o svém úmrtí a odchází na poslední flám do Baru Tip Top. Značně opilý po odchodu nasedne do auta před barem, do kterého zezadu nabourá další auto. Suk narazí do kandelábru a hned usne. Je převezen do nemocnice, kde slouží Alice. Suk si zamíchá teploměrem kávu. Sestry se domnívají, že s teplotou 43 °C dlouho nepřežije. Proto jedna ze sester požádá Petra Suka o vykonání dobrého skutku – navrhne mu, aby se oženil s Alicí. Suk souhlasí a sňatek hned proběhne v nemocničním pokoji.
Když se Suk probudí vyspaný z alkoholu, uteče z nemocnice. Když Alice najde prázdnou postel, domnívá se, že její novomanžel zemřel. Mezitím rentgenologický ústav zjistil záměnu snímků a sdělil to Baltazarovi a úřadům. Totéž se dozví Sukovi věřitelé. Baltazar mezitím prodal dle instrukce Suka celé vybavení bytu na úhradu dluhů. Kornel, když se dozví, že novomanžel Alice zemřel, vezme ji na svůj zámeček v Dubí, aby se zotavila a pozve tam také pár svých přátel. Suk zjistí, že má na ruce prstýnek a uvědomí si, že se v nemocnici oženil. Ženu však neviděl, protože měl při svatbě, ležící na posteli, na obličeji obklad. Suk se rozhodne požádat strýčka naposledy o peníze pod slibem, že zmizí z Evropy. S Baltazarem se vydají na zámeček, ale strýčkova hospodyně Barbora, která jej zná od dětství, jej varuje, že Kornel o něm nerad slyší, takže by měl odjet. Večer se Suk seznámil s hosty a poznal i krásnou Alici, do které se okamžitě zamiloval. Jí se Suk také postupně zalíbí. Hospodyně sdělí Alici, že Suk je Kornelův synovec.
Suk se snaží za Alicí dostat oknem, v pokoji však spí Kornel. Když pak Kornel zjistí, že na zámečku je Suk, snaží se jej s pomocníky zadržet. Suk se v zámečku skrývá, převléká se za čalouníka a za učitelku zpěvu, Barbora s Alicí mu pomáhají. Baltazar prozradil Alici, že Suk je ženatý, ten přizná, že „tak trošku, to nestojí skoro ani za řeč“. Když Kornel zjistil, že se Alice zamilovala do Suka, říká, že jej buď bude muset zabít, nebo vzít kvůli ní na milost. Suk jde za advokátem dr. Liškou, ten napíše Alici dopis, že její muž je naživu, ale je ženatý proti své vůli. Žádá Alici, aby přijela do jeho advokátní kanceláře a navrhne ji rozvod. Když přijde Suk, nechce ani manželku vidět a advokát jedná o rozvodu s každým z nich v samostatné místnosti. Přijíždí také Kornel a od advokáta se náhodou dozví, že stávající manžel Alice, Petr Suk, je původním jménem Petr Kornel, tedy jeho synovec. Řekne to Alici. Ta tedy s rozvodem nesouhlasí, čemuž zase nerozumí Suk, sedící ve vedlejší kanceláři a čekající na podpis smlouvy. Sdělí tedy advokátovi, že se bude soudit. A do té doby, že si manželku vezme domů. Má v úmyslu ji zprotivit společný život, aby souhlasila s rozvodem. Když přijde Kornel k Sukovi do bytu, zahalená manželka, sedící ve druhém pokoji, se ukáže Sukovi a ten zjistí, že je to ve skutečnosti jeho láska Alice.

## Obsazení
| Hugo Haas           | Petr Kornel alias Petr Suk                  |
| Adina Mandlová      | ošetřovatelka Alice Machová                 |
| Karel Hašler        | Petr Kornel, Petrův strýc                   |
| Milada Gampeová     | Barbora, Kornelova hospodyně                |
| Václav Trégl        | Baltazar Souček, Petrův sluha               |
| František Kreuzmann | JUDr. Liška                                 |
| Ferdinand Hart      | Remington, host u Petra Kornela             |
| Božena Svobodová    | Remingtonova manželka, host u Petra Kornela |
| Jaroslav Marvan     | Durieux, host u Petra Kornela               |
| Čeněk Šlégl         | politý flamendr                             |
| Stanislav Neumann   | komorník Filip                              |
| Jan W. Speerger     | komorník Jakub                              |
| František Černý     | věřitel pan Maděra                          |
| Karel Postranecký   | lékař v sanatoriu MUDr. V. Vlach            |
| Gina Hašler         | koncipient u JUDr. Lišky                    |
| Josef Kotalík       | hráč karet, host u Petra Kornela            |
| Helena Monczáková   | manželka hráče karet, host u Petra Kornela  |

## Tvůrci a štáb
- Režie: Martin Frič
- Námět a scénář: Martin Frič, Hugo Haas
- Kamera: Jan Stallich
- Vedoucí výroby: Josef Stein, František Jerhot
- Hudba: Jan Šíma
- Nahrál: Orchestr F.O.K.
- Architekt: Štěpán Kopecký
- Kostýmy: František Říha
- Zvuk: Bedřich Poledník
- Střih: Martin Frič
- Výprava: Arnold Reimann
- Asistent režie: Walter Schorsch
- Návrhy titulků: Antonín Frič
- Fotograf: Willi Ströminger

## Produkční a technické údaje
- Začátek natáčení: 12. prosince 1934 (ateliéry)
- Konec natáčení: 29. prosince 1934 (ateliéry)
- Copyright: 1935
- Premiéra: 8. února 1935
- Výroba: Meissner
- Distribuce: Meissner
- Barva: černobílý
- Jazyk: čeština
- Zvukový systém: Tobis – Klang
- Délka: cca 83 minut
- Ateliéry: AB Barrandov

## Zajímavosti
- V únoru 1965 byl film v obnovené premiéře znovu uveden do kin v rámci Filmových klubů a v dubnu 1967 do celostátní kinodistribuce. Od tohoto znovuuvedení až do 31.12.1987 vidělo film v českých kinech v rámci 4 216 představení celkem 247 354 diváků.[1]